# Wardle, Greater Manchester
Wardle är en ort i distriktet Rochdale, Storbritannien. Den ligger i grevskapet Greater Manchester och riksdelen England, i den centrala delen av landet, 270 km nordväst om huvudstaden London. Wardle ligger 200 meter över havet och antalet invånare är 7 250.
Terrängen runt Wardle är kuperad åt nordost, men åt sydväst är den platt.Runt Wardle är det mycket tätbefolkat, med 1 517 invånare per kvadratkilometer. Närmaste större samhälle är Manchester, 20,0 km söder om Wardle. Trakten runt Wardle består i huvudsak av gräsmarker.